# Joaquín de Cárdenas Llavaneras
Joaquín de Cárdenas Llavaneras (Écija, 11 de abril de 1901-Madrid, 6 de noviembre de 1987) fue un militar y empresario español. Durante la Dictadura franquista llegó a ejercer como gobernador civil de Córdoba, entre 1939 y 1941.

## Biografía
Militar profesional, pertenecía al arma de artillería. Llegó a tomar parte en la Guerra de Marruecos, donde tomaría parte en diversas acciones bélicas por las cuales sería condecorado. En 1924 fue ascendido al rango de teniente.
Tras estallido de la Guerra civil se unió a las fuerzas sublevadas y combatió en los frentes del Centro.
En agosto de 1939 fue nombrado gobernador civil de Córdoba, a donde llegó procedente de Madrid —donde ya había desempeñado provisionalmente las funciones de gobernador civil—. Durante su etapa mantuvo unas relaciones difíciles con el poder local, especialmente con los falangistas cordobeses, que lo llegaron a acusar de haber desencadenado una campaña contra Falange. Además, continuó la línea de sus predecesores y aplicó una durísima política de represión contra todos aquellos no afectos al régimen. Fue cesado en mayo de 1941, lo que sería celebrado entre los círculos falangistas.
Con posterioridad no volvería a desempeñar cargos administrativos o políticos, centrándose en el mundo de los negocios. Licenciado en derecho y ciencias económicas, desarrolló su actividad principal en las compañías de seguros. También sería consejero en empresas como Catalana–Occidente, Prensa Española y la mutualidad Asepeyo.